# Choi In-hun
Choi In-hun (* 13. April 1936 in Hoeryŏng, Provinz Nord-Hamgyŏng; † 23. Juli 2018 in Goyang) war ein südkoreanischer Schriftsteller.

## Leben
Choi In-hun wurde 1936 geboren, als Korea unter japanischer Herrschaft stand. Mit Ausbruch des Koreakrieges flüchtete seine Familie in den Süden. Ab 1952 studierte er Jura an der Seoul National University, brach jedoch das Studium ab und trat eine sechsjährige Dienstzeit beim Militär an.
Noch während dieser Zeit debütierte er als Schriftsteller mit Geschichte vom Club GREY und Rauls Geschichte, die 1959 in der Zeitschrift „Freie Literatur“ (Chayu munhak) veröffentlicht wurden. 1960 erschien der Roman Der Platz, der sofort ein großer Erfolg wurde.
Danach folgen seine vier großen Romane Der graue Mensch (1963–1964), Reise gen Westen (1966), Ein Tag im Leben des Schriftstellers Kubo (1966–1972), Taifun (1973).
Neben Romanen und Erzählungen schrieb Choi auch Theaterstücke, Kritiken zu aktuellen Entwicklungen im Bereich der koreanischen Literatur und Kultur sowie Essays. Von 1977 bis 2001 lehrte er Kreatives Schreiben am Seoul Institute of the Arts, bevor er emeritierte.

## Arbeiten (Auszug)

### Koreanisch

#### Erzählungen
- 총독의 소리 Die Stimme des Generalgouverneurs Seoul: Hongik Verlag 1967
- 소설가 구보씨의 일일 Ein Tag im Leben des Schriftstellers Kubo Seoul: Samsŏng ch'ulp'ansa 1972
- 최인훈 전집 Choi In-Hun. Gesammelte Werke Seoul: Munhak-kwa chisŏngsa 1976
- 왕자와 탈 Der Prinz und die Maske Seoul: Munjang 1980
- 느릅나무가 있는 풍경 Landschaft mit Ulmen Seoul: Minŭmsa 1981
- 광장/회색인/웃음소리 Der Platz/Der graue Mensch/Gelächter Seoul: Tongsŏ munhwa 1987
- 광장/태풍 Der Platz/Taifun Seoul: The Joong-ang Newspaper 1988
- 웃음소리 Gelächter Seoul: Ch'aeck sesang 1987
- 달과 소년병 Der Mond und der Kindersoldat Seoul: Segye 1989
- 남들의 지붕 밑에서 Unter fremden Dächern Seoul: Ch'ŏnga ch'ulp'ansa 1992

#### Romane
- 광장 Der Platz Seoul: Chŏnghyang 1961
- 서유기 Reise gen Westen Seoul: Ŭryu munhwa 1971
- 하늘의 다리 Die Brücke im Himmel Seoul: Koryŏwon 1980
- 화두 Das Anliegen Seoul: Minŭmsa 1994

#### Theaterstücke
- 한스와 그레텔 Hans und Gretel Seoul: Munhak yesul 1981
- 옛날 옛적에 훠어이 훠이 Es war einmal vor langer, langer Zeit Seoul: Munhak-kwa chisŏngsa 1979

#### Essaysammlungen
- 문학과 이데올로기 Literatur und Ideologie Seoul: Munhak-kwa chisŏngsa 1983
- 역사와 상상력 Geschichte und Vorstellung Seoul: Minŭmsa 1977
- 문학을 찾아서 Auf der Suche nach der Literatur Seoul: Hyŏnamsa 1970

### Übersetzungen

#### Deutsch
- Der Platz Ostfriesland: Peperkorn 2002 ISBN 978-3-929181-43-2
- Das Lachen in: Helga Picht, Heidi Kang (Hrsg.), Am Ende der Zeit Bielefeld: Pendragon 1999 ISBN 3-929096-84-6

#### Englisch
- The Daily Life of Ku-poh the Novelist New York: Fremont Publications Ltd. 1985
- The Square Spindlewood 1985
- A Grey Man Seoul: Si-Sa-Young-o-Sa 1988
- Reflections on a Mask Dumont: Homa & Sekey Books 2002
- House of Idols Seoul: Jimoondang Publishing Company 2003
- The Voice of the Governor General and other stories of modern Korea Norwalk: East Bridge 2002

#### Französisch
- La Place Arles: Actes Sud 1994
- Quand le printemps arrive à la montagne et aux champs Paris: Le milieu du jour 1992
- Théâtre Paris: CRIC/Librairie-Galerie Racine 2000
- Réflexions sur les masques Paris: Librairie galerie Racine 2002

## Auszeichnungen
- 2011 – Park-Kyung-ni-Literaturpreis
- 1994 – Yisan-Literaturpreis
- 1994 – Hankook-Ilbo-Drama-Preis
- 1994 – Orden für kulturelle Verdienste, Präsidentenpreis
- 1977 – Koreanischer Künstlerpreis für Schauspiel und Film, Dramapreis
- 1966 – Tong-in-Literaturpreis